# Fraktura (písmo)

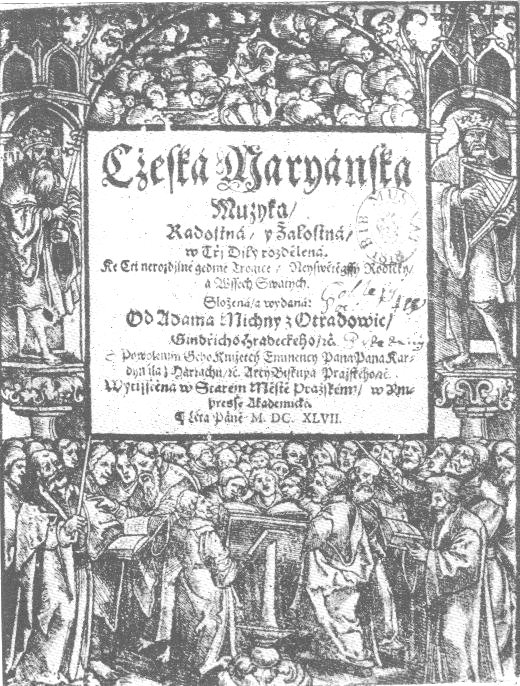
Čeština zapsaná frakturou: Česká mariánská muzyka Adama Michny z Otradovic z roku 1647

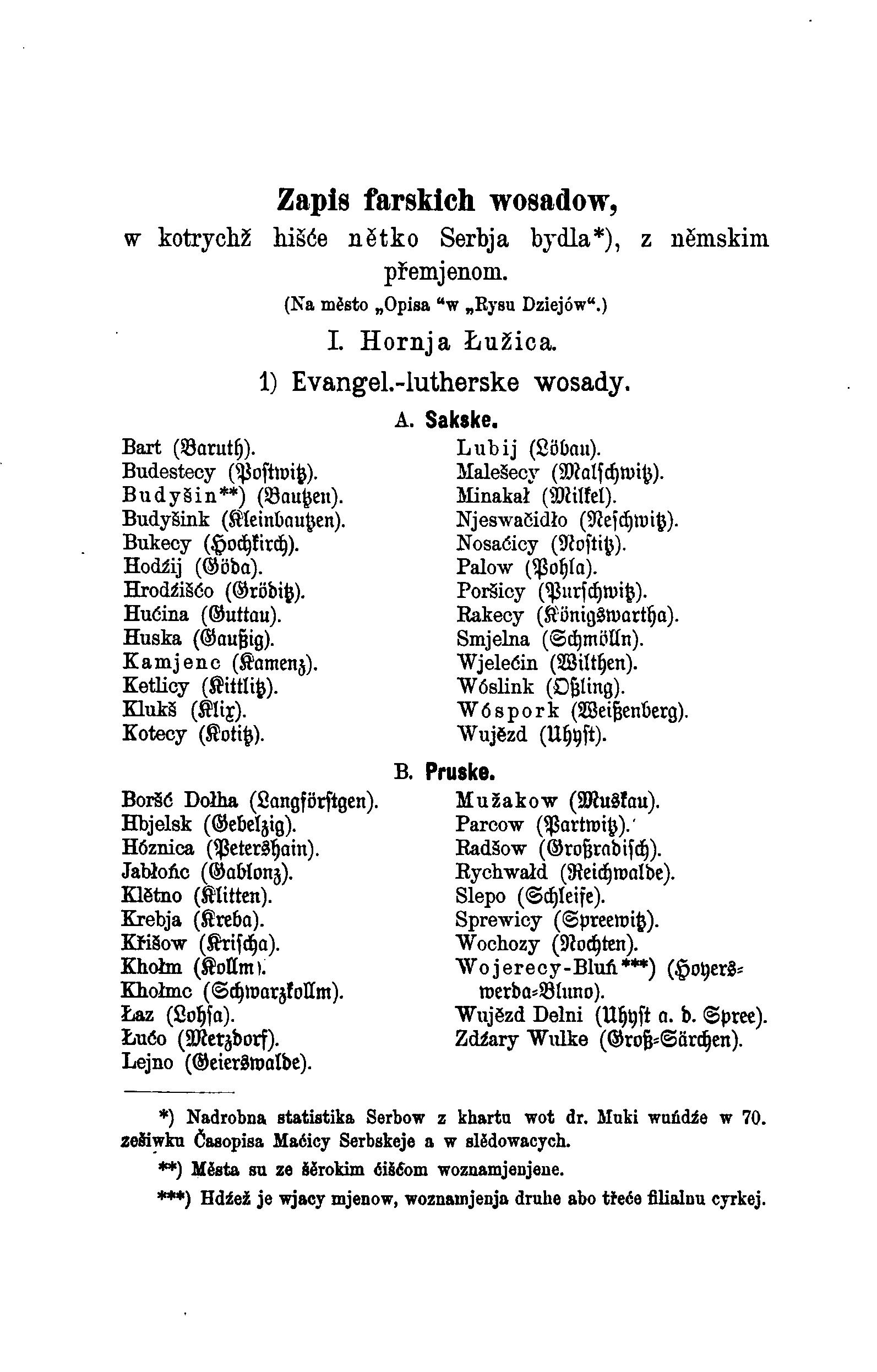
Historija serbskeho naroda Michała Hórnika tištěná v Budyšíně v roce 1884 už používá frakturu jen pro německá slova, lužickosrbská slova jsou tištěna antikvou

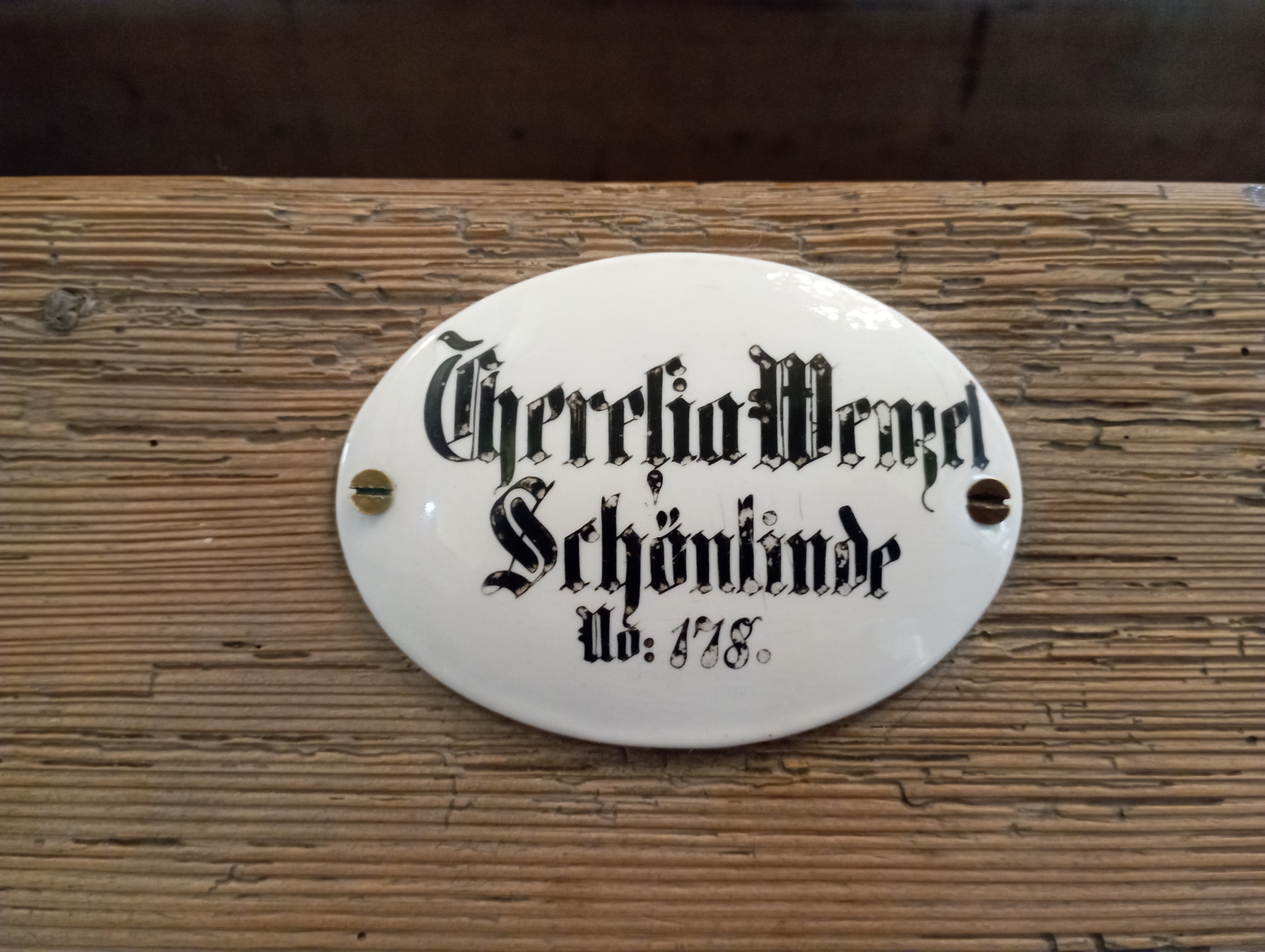
Německý název města Krásná Lípa byl Schönlinde (tabulka z kostelní lavice, psaná frakturou)

Fraktura (něm. Fraktur, z latinského fractura - zlom) je typ novogotického lomeného písma používaný především v Německu od 16. století do roku 1941.

## Historie
Fraktura se objevuje v 16. století v době vlády Maxmiliána I. Habsburského. Poměrně rychle nahradila starší švabach a stala se standardním písmem nejen pro němčinu, ale i pro jazyky na spřízněných územích. V němčině byla ovšem její pozice nejsilnější a když začala být mimo německé země v devatenáctém století vytlačována antikvou, stávalo se z ní opět čistě „německé písmo“, jak byla ostatně také nazývána.

### Zákaz fraktury v roce 1941
Sazečské chyby (často nazývané tiskové chyby) v novinách nejsou ničím neobvyklým. Avšak takové jejich nakupení, jaké se vyskytlo v lednu 1941, mělo sotvakdy předtím obdobu. Na základě direktivy stranické (NSDAP) kanceláře ze 3. 1. bylo nutno se přes noc přeorientovat z dosud mnohem běžnějšího „německého písma“, fraktury, na (latinskou) antikvu, a to sazárnám působilo nesmírné problémy. Za zákazem fraktury se skrýval Hitlerův názor, že fraktura, kterou dokáže v cizině (a na okupovaných územích) jen málokdo rozluštit, ohrožuje celosvětový význam německého písemnictví. Litery, exponované coby „gotická“ (tedy germánská) písmena dosud „národovecky“, se začaly zčista jasna označovat za „židovské písmo švabach“. Direktiva sledovala týž cíl jako zavrhování a nakonec zákaz názvu Třetí říše pro Hitlerův stát.

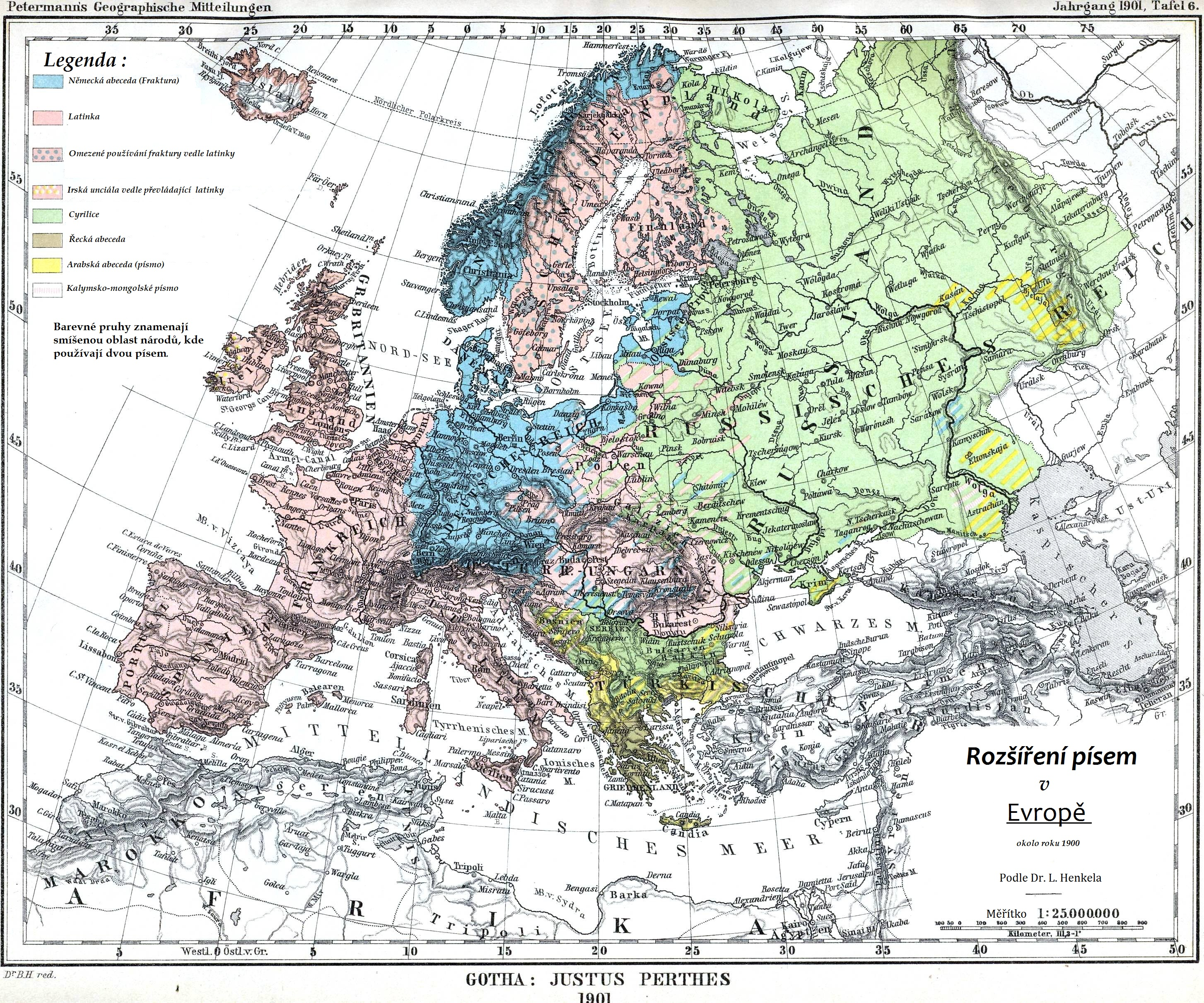
Rozšíření písem v Evropě okolo roku 1900